# Archipel van Turku
De Archipel van Turku is een Finse eilandengroep, bestaande uit ongeveer 20.000 eilanden, scheren en rotsen die behoren tot de stad Turku. Daartoe behoren tientallen bewoonde eilanden die veelal verbonden zijn met bruggen, dijken en veerdiensten. De grootste en dichtstbevolkte eilanden in de archipel zijn Ruissalo, Hirvensalo, Kakskerta en Satava.
De archipel grenst in het westen aan die van Åland. De zee die beide archipels omgeeft wordt de Scherenzee of ook wel Archipelzee genoemd.